# Homey Don't Play
Homey Don't Play — другий мініальбом американського репера Esham, виданий лейблом Reel Life Productions 15 квітня 1991 р. Його випустили в один день з Erotic Poetry, першим мініальбомом виконавця. На релізі дебютує персонаж клоун Гомі (англ. Homey the Clown), який пізніше з'явився на I Ain't Cha Homey (2009). Його ім'я є посиланням на клоуна Гомі зі скетч-шоу «В яскравих барвах» (англ. In Living Color). Violent J з дуету Insane Clown Posse заявив, що обкладинка Homey Don't Play, де зображено Ішама у клоунському гримі, надихнула учасників на використання цього макіяжу.

## Список пісень
| #  | Назва                           | Тривалість |
| -- | ------------------------------- | ---------- |
| 1. | «Homey Don't Play!»             | 4:07       |
| 2. | «Some Old Wicket Shit!!! Remix» | 3:53       |
| 3. | «Out'cha Mind»                  | 4:11       |
| 4. | «Crewzin Down 7 Mile»           | 4:18       |